# Periscyphops praeconius
Periscyphops praeconius är en kräftdjursart som beskrevs av Gustav Budde-Lund1908. Periscyphops praeconius ingår i släktet Periscyphops och familjen Eubelidae. Inga underarter finns listade i Catalogue of Life.